# Gauning (Gemeinde Klam)
Gauning ist eine Ortschaft mit zerstreuten Häusern in der Marktgemeinde Klam im Bezirk Perg in Oberösterreich, in der 8 Einwohner (Stand: 2024) leben.

## Geographie
Gauning und das nach der Ortschaft benannte Gauninger Holz liegen auf rund 360 m ü. A. etwa einen Kilometer nordwestlich des Ortszentrums von Klam nächst der Grenzen zu den Nachbargemeinden Baumgartenberg (Ortschaft Amesbach) und Münzbach (Ortschaft Untergaisberg in der Katastralgemeinde Innernstein) nördlich der Ortschaft Sperken.
Von Nord nach Süd wurde eine von Münzbach nach Klam führende Gemeindestraße angelegt. Gauning wird im Osten vom Bäckerbach von der zum Klamer Becken gehörenden Ortschaft Linden abgegrenzt.
Aus geologischer und geomorphologischer Sicht sowie unter Aspekten der Raumnutzung gehören Gauning und das Gauninger Holz überwiegend zur oberösterreichischen Raumeinheit Aist-Naarn-Kuppenland.

## Geschichte
Der Name Gauning, vormals auch Guning, ist ein altbaierischer Ortsname mit der Endsilbe -ing, der sich vom Personennamen Guno ableitet und auf eine Siedlungstätigkeit bereits im 9. Jahrhundert hindeutet. In der Ortschaft erinnern zwei Pestsäulen, die an diese im 17. Jahrhundert in der Gegend herrschende Krankheit. Die Bewohner von Gauning zählen seit 1784 zur Pfarre Klam (zuvor Pfarre Saxen) und wurden dem Schulsprengel Klam zugeordnet. Noch 1869 wohnten in Gauning in 8 Häusern 62 Personen.
Zwischen 1896 und 1908 wurden in Gauning 9 Bauernhöfe bzw. Wohnhäuser vom Besitzer der Burg Clam aufgekauft und zum Großteil geschleift. Das Gelände wurde eingezäunt und Hirsche eingesetzt. Zusammen mit jenen in den angrenzenden Ortschaften Linden und Sperken waren 36 Häuser in den Gemeinden Klam und Baumgartenberg betroffen. Infolge der politischen und wirtschaftlichen Veränderungen am Ende des Ersten Weltkrieges wurde der Tiergarten wieder aufgelassen. Die Gegend ist aber nach wie vor dünn besiedelt und verfügt über große Waldflächen.